# 白峰ミウ
白峰 ミウ（しろみね ミウ、1997年2月16日 - ）は、日本のAV女優、元グラビアアイドル。事務所はワンズダブル、オールプロを経てジュンプロ所属。

## 略歴
2020年11月27日、「身長170cm、Fカップのスレンダー巨乳」「清楚お姉さんのファーストDVD」をキャッチフレーズに、1stイメージビデオ『Squall』をスパイスビジュアルより発売し、グラビアアイドルとしてデビュー。
2020年12月11日、本人およびメーカーの公式SNSで、アイデアポケットからAVデビューすることを報告。
2021年1月13日、「美形顔! 高身長! 脚線美! 完成形の究極スタイル!!」「本物のグラビアアイドルがAVデビュー」をキャッチフレーズに、AVデビュー作『FIRST IMPRESSION 147 8頭身本物グラビアAVデビュー解禁!!』をアイデアポケットから発売し、同社の専属女優としてAVデビュー。また、舞台を中心に女優としても活動を行う。
2021年10月20日、1st写真集『Muse』を発売。また27日に同写真集の発売記念イベントを東京・神保町の書泉グランデで開催。
2021年11月、桃乃木かな、相沢みなみ、楓カレン、天海つばさ、希島あいり、西宮ゆめ、桜空もも、岬ななみ、加美杏奈、明里つむぎ、梓ヒカリ、二葉エマ、藤井いよな、神菜美まいと共に『We are IdeaPocket! アイポケキャンペーン』のキャンペーンガールに選出。
光文社『FLASH』発表の2021年セクシー女優ランキング第45位。
2022年2月20日、ジーオーティーから発売した『プレミアムヌードポーズブック 白峰ミウ』の発売記念イベントを東京・神保町の書泉グランデで開催。
2022年にアイデアポケット専属を離れ、アタッカーズに専属移籍。その後、演技面やAV撮影の正解について思い悩むことがあったこと、一方で願望がかなった充足面もあったことから約半年間の休養期間に入り、2023年5月発売作品より復帰。
FANZAレンタルフロア2024年5月度月間AV女優ランキングにおいて、第10位ランクイン。
FANZAレンタルフロア2024年6月度AV女優ランキングでは5位ランクイン。
FANZAレンタルフロア2025年4月度女優ランキング4位。

## 人物
福岡県出身。趣味は、筋トレ、映画鑑賞、料理、ミッフィーが大好きで、毎月新作のぬいぐるみを買うのが楽しみ。
自身での性格分析では、人見知りのため静かに思われがちだが、実際は喜怒哀楽の激しいタイプと答えており、特にアルコールが入ると饒舌になるという。好きな飲み物はアイラ・モルトのウイスキーまたは白ワイン、日本酒。
小学生の頃から度々芸能関係のスカウトにあっており、本人はモデルへの憧れもあったが親の反対もあり断念。高校生の頃にキャバ嬢ブームがあり、18歳で上京すると銀座でキャバクラ嬢となる。しかしギラギラした生活になじめず、突然「給食の揚げパンを食べてみたい!食べたことないし!」と頭に浮かんだのを機に、キャバクラを退店し給食センターに転職。勤め先は平和だったものの「有名になりたい」という欲が再燃し始め、これも退職している。これらのエピソードは「エレガントでミステリアスなお姉さん」といったイメージを保つため、デビューから約1年後、2021年9月に掲載されたインタビューで初解禁された。
グラビアデビューのきっかけは、有名になって自分のことをもっと知って欲しい、ファンになった人の心が豊かになってもらいたい、癒やしを届けたいから。またAVデビューのきっかけは、有名になるために一番手堅い道筋が、AV女優と考えたから。
憧れであり目標の女優として、マルチに活躍している明日花キララ、三上悠亜の名を挙げている。またかつては深田恭子に憧れていたこともあった。
子供の頃からスマホがあり、すぐネットで調べることができたうえ、深夜のテレビ番組などもあり、気付いたらエッチの知識が得ていた。中学生の時に初めて自分と同じアニメ好きの彼氏ができたが、高校1年生の時に付き合っていた彼氏（バイト先の先輩の大学生）と初体験となった。次の彼氏のHの回数が凄かったが、自分は奉仕型タイプなので気持ち良くなれた。高校2年生の時に、エッチが好きだと感じるようになった。スイッチが入ると、着衣のままでも自分から積極的に動くタイプ。
学生時代、運動系の部ではなく、吹奏楽部に所属していたが、陸上の県大会に出場したりしていた。

## 作品
◎はBD版発売作品。

### アダルトDVD / BD
- FIRST IMPRESSION 147 8頭身本物グラビアAVデビュー解禁!! 白峰ミウ（1月13日、アイデアポケット）◎
- 5つの未経験プレイ 本物グラビアアイドル専属第2弾 白峰ミウ（2月13日、アイデアポケット）
- 美脚エロ女教師の誘惑授業 白峰ミウ（3月13日、アイデアポケット）
- もうセックスなしでは生きていけない… 絶頂イキ159回マ○コ痙攣2048回鬼ピストン3211回快感潮測定不能 絶頂覚醒 白峰ミウ（4月13日、アイデアポケット）[25]
- 出張先相部屋NTR 絶倫の上司に一晩中何度もイカされ続けた美人女子社員 白峰ミウ（5月13日、アイデアポケット）
- 新任女教師籠城レ×プ輪姦 羽交い締め! 抑えつけ! 暴徒と化した生徒達の人力固定レ×プリレー! 白峰ミウ（6月13日、アイデアポケット）◎
- 僕の恋人が家で待ってるのに、 終電逃がし同僚女子社員の家に泊まる流れに… ノーパンノーブラ 部屋着に興奮した絶倫のボクは一晩中ヤりまくった。。。 「終電ないならウチ泊まりなよ」 白峰ミウ（7月13日、アイデアポケット）
- 予約1年待ち! 美脚グラマラス美女が精巣空っぽになるまでヌイてくれる超高級メンズエステ 白峰ミウ（8月13日、アイデアポケット）
- お願いだから私を壊して… 逆パパ活絶頂SEX 最高の絶頂するためSNSを駆使し全国の素人セックス自慢を集めてみた 白峰ミウ（9月14日、アイデアポケット）[26]
- バイト先のセクシー美女が大嫌いな店長の指示で際どいミニスカを穿かされセクハラ挿入快楽堕ちしていた。 ≪嫉妬勃起≫ 白峰ミウ（10月8日、アイデアポケット）
- 彼女のお姉ちゃんのささやき誘惑ともの凄いフェラチオにボクは理性を保てない（汗） ハンパない舌使いと腰使い暴発! 連射! 口内射精! 白峰ミウ（11月15日、アイデアポケット）
- 大好きな婚約者の兄は、昔私を犯し続けた粘着ストーカーだった 白峰ミウ（12月14日、アイデアポケット）

- －解禁－ 人生初 生中出しセックス カイカンが違う。中出しの追撃!! 白峰ミウ（2月8日、アイデアポケット）[27]
- 身代わり肉便器 射精しても射精しても終わらない絶倫極道オヤジとの10日間孕ませ監禁生活 白峰ミウ（3月8日、アイデアポケット）
- ゲス用務員に逆らえない美人教師のノーパンミニスカ生ハメ授業 屈辱の中出し射精!! 白峰ミウ（4月12日、アイデアポケット）
- 唾液が混じり合う 密室接吻社長室 白峰ミウ（5月3日、アタッカーズ）
- 義父に10秒だけの約束で挿入を許したら…相性抜群過ぎて絶頂してしまった私。白峰ミウ（7月5日、アタッカーズ）
- 父を殺したこの世で最も憎い男に媚薬で犯され、セックス玩具に堕ちた孤高の女捜査官。 白峰ミウ（8月2日、アタッカーズ）
- 女教師玩具化計画 白峰ミウ（9月6日、アタッカーズ）

- 数年ぶりに地元に帰ってきた僕は、憧れの兄嫁さんと汗だくになりながらハメまくった。 白峰ミウ（5月2日、アタッカーズ）
- 美脚CA 粘着オヤジに堕とされて… 肉便器への調教フライト 白峰ミウ（5月16日、PREMIUM）
- 財産目当てで俺と結婚した美女が 生意気に中出しを拒んだので妊娠するまで中出ししてやった。 白峰ミウ（6月6日、アタッカーズ）
- 妻と倦怠期中の僕はミウ（義妹）に誘惑されて何度も、何度も、中出しをしてしまった…。 白峰ミウ（6月20日、PREMIUM）◎
- 未亡人、哀しみの妊娠報告。 白峰ミウ（7月4日、アタッカーズ）
- 若妻イクイク肉便器 夫が1ヶ月の出張から帰って来た直後、禁欲状態のカラダを孕ませ中出しで何度もイカされたワタシ… 白峰ミウ（7月18日、PREMIUM）
- バイト先の欲求不満な人妻とヤリまくった日々。 白峰ミウ（8月1日、アタッカーズ）
- 愛人（ミウ）と温泉中出し不倫 妻が出張で不在の二日間 白峰ミウ（8月15日、PREMIUM）
- 君には夫が居て、僕には妻がいるのに、職場の同僚と朝陽が昇るまで求め合った。 白峰ミウ（9月5日、アタッカーズ）
- 「もうイッてるってばぁ!」 美脚お姉さんが半泣きアクメでビックん! 追撃中出しピストン 白峰ミウ（9月19日、PREMIUM）
- 人妻女上司の無防備に透けて見えるTバックに僕の理性は狂ってしまった。 白峰ミウ（10月3日、アタッカーズ）
- 倒れたミウ先生を介抱して家に送ったら… ムチムチ美尻美脚と健気さに勃起が止まらず朝まで何度も中出ししてしまった性欲モンスターなボク。 白峰ミウ（10月17日、PREMIUM）
- 私を舐め犯す義父の接吻 白峰ミウ（11月7日、アタッカーズ）[15]
- 水泳部顧問輪姦レイプ中出し みんなの憧れで美人な白峰先生の競泳水着から食い込む卑猥なデカ尻に理性が吹き飛んだ男子生徒達に犯され続けてイキまくった女教師。 白峰ミウ（11月21日、PREMIUM）
- 単身赴任NTR 「私、あなたの上司に毎日中出しされてるの」と妻から電話がありました。 白峰ミウ（12月5日、アタッカーズ）
- ピンサロよりやっばい! 幼なじみの大好きおしゃぶり告白で追撃フェラの虜にされたボク…。 白峰ミウ（12月19日、PREMIUM）

- 串刺し輪姦社員旅行 白峰ミウ（1月2日、アタッカーズ）
- 年上の妻と、青春SEXがしたくて… 恥じらう制服姿に理性が吹き飛びハメ狂いした週末LOVE 白峰ミウ（1月16日、PREMIUM）
- 毎晩セックスの声が大きいお隣さんは夫の留守中、欲求不満で僕を誘惑。汗だくになって一週間ヤリまくった。 白峰ミウ（2月6日、アタッカーズ）
- 綺麗になりたい美脚人妻キメセク開発マッサージ デカ尻ぶるぶる脚ガク痙攣アクメで何度も孕ませ中出し。 白峰ミウ（2月20日、PREMIUM）
- 僕の家に転がり込んできたお姉さんとむちゃくちゃセックスした話。 白峰ミウ（3月5日、アタッカーズ）
- 大嫌いな上司に始業前も、休憩中も、残業でも、蒸れたパンストのナカを弄られ中出しされているワタシ（若妻OL）… 白峰ミウ（4月1日、PREMIUM）
- 妻のスマホを覗いたら、俺の同級生と不倫していた。 白峰ミウ（4月2日、アタッカーズ）
- ―仕事のミスを全て肩代わりした僕の復讐― 女上司をエロメイドにして週末肉オナホ契約 白峰ミウ（4月16日、PREMIUM）
- バレないように息子の嫁に媚薬を飲ませ続けて、全身性感帯になったカラダを焦らしと絶頂で狂わせた。 白峰ミウ（5月7日、アタッカーズ）
- お義父さん、そんなに強く抱かれたら… 若妻が絶倫義父との中出しセックスに溺れた日々。 白峰ミウ（5月21日、PREMIUM）
- 白峰ミウ プレミアム初BEST8時間（5月21日、PREMIUM）※単体ベスト
- 酔っぱらって自分の家だと勘違いした女上司が僕の家で突然服を脱ぎだして。 白峰ミウ（6月4日、アタッカーズ）
- 美人モデルに1cmハメ美尻スクワットスケベコーチの膣奥突き上げノック欲情中出しピストンにイキ溺れたワタシ… 肉尻プルプル10発射精! 白峰ミウ（6月18日、PREMIUM）
- 妻がデッサンモデルになって寝取られた。 白峰ミウ（7月2日、アタッカーズ）
- 白峰ミウ4時間 ATTACKERS THE BEST（7月2日、アタッカーズ）※単体ベスト
- 屈辱のナースコール…。大嫌いな極道患者の突き上げピストンで声も出せずに犯されたワタシ…。 白峰ミウ（7月16日、PREMIUM）
- あの美術の先生が僕らのチ○ポをこんなに下品にしゃぶってくれるなんて夢みたいだ 白峰ミウ（8月6日、アタッカーズ）
- 最高すぎた不倫生活。セックスも、日常も、全てでオレをダメにする愛人沼で溶かされて…。 白峰ミウ（8月20日、PREMIUM）[15]
- 軽蔑していた義父に望まない妊娠をさせられた人妻 白峰ミウ（9月3日、アタッカーズ）
- 本番禁止のハズなのに… 嬢からこっそり中出しおねだり! 発射無制限 逆バニー風俗5本番 白峰ミウ（9月17日、PREMIUM）
- 血の繋がりのない息子とセックスに溺れている私。 白峰ミウ（10月1日、アタッカーズ）
- 夫婦経営する旅館でオヤジ客の晩酌に呼び出され… 朝を迎えても終わらない中出し接待に堕ちた妻 白峰ミウ（10月15日、PREMIUM）
- 妻の引き出しにあった半年前の会社の飲み会映像。 白峰ミウ（11月5日、アタッカーズ）
- 絶対空域セールスレディ スベスベ太もも・柔らかマン毛・ぷにムチ大陰唇でギンギンチ○ポを挟んで弄ぶ誘惑訪問販売 白峰ミウ（11月19日、PREMIUM）
- 人妻秘書と出張先でキメセク相部屋 白峰ミウ（12月3日、アタッカーズ）
- 義父の舐めじゃくりクンニが気持ち良すぎて…。ド田舎でねぶり犯され、快楽に溺れてしまったワタシ。 白峰ミウ（12月17日、PREMIUM）

- セックスレスに悩む人妻地味OLが中年部長の濃厚なセックスに堕ちてしまった。 白峰ミウ（1月7日、アタッカーズ）
- デカ尻で無意識に誘惑する欲求不満パート人妻と時短バック中出し不倫しまくったボク。 白峰ミウ（1月21日、PREMIUM）
- 欲求不満な人妻と真昼間から汗だくになってヤリまくる。 白峰ミウ（2月4日、アタッカーズ）
- ムレ蒸れパンストで誘惑してくる長身家庭教師お姉さんの美脚ホールド & ガニ股騎乗位で20発射精も痴女られる夏期講習 白峰ミウ（2月18日、PREMIUM）
- 夏の合宿期間中、絶倫生徒の性処理係をさせられた白峰先生 白峰ミウ（3月4日、アタッカーズ）
- 義姉の出張同行中に突然の豪雨で相部屋に… 濡れ透け姿にムラつき止まらず朝が来るまで何度も中出し続けた…。 白峰ミウ（3月18日、PREMIUM）
- 夫に紹介されたマッサージ師にムチムチの下半身を焦らされるように施術されて耐えきれずに自らセックスをおねだりしてしまった人妻。 白峰ミウ（4月1日、アタッカーズ）
- 脚フェチデリヘルを呼んだらムカつく女上司が!? いつも俺を叱ってる美脚をベロ舐めまわして完全服従中出し! 白峰ミウ（4月15日、PREMIUM）
- 相性抜群だった昔の彼女がセレブな生活を送っていたので、ハメ撮りで脅して俺のボロアパートに通い妻をしてもらい、俺の子供を無理矢理身籠るまで中出しした話。 白峰ミウ（5月6日、アタッカーズ）
- 寿退社直前。恋心を抱いていた上司と2泊3日の間だけのベロキス不倫社員旅行で何度も中出しを求めてしまったワタシ…。 白峰ミウ（5月20日、PREMIUM）
- 「もうイキたくないです…」と全身汗だくになりながら訴える息子の嫁をまだまだイカせ続ける義父の絶頂調教。 白峰ミウ（6月3日、アタッカーズ）
- 家庭訪問に訪れたゴミ屋敷で媚薬ブリブリ14発中出しキメセクに堕ちた女教師の私…。 白峰ミウ（6月17日、PREMIUM）
- 白峰ミウ PREMIUM 2ndベスト（6月17日、PREMIUM）※単体ベスト
- 無能な部下にクリトリスを「吸うやつ」で下半身ガクガクになるまでイカされ続けた女上司 白峰ミウ（7月1日、アタッカーズ）
- お義姉さんの乳首ポロリがエロすぎるから。 すべすべ美乳とむちむち下半身に理性が崩壊して兄が不在の3日間、何度も乳首いじり交尾してしまったボク。 白峰ミウ（7月29日、PREMIUM）
- 担任の白峰先生を皆の前で孕ませた一部始終。 白峰ミウ（8月5日、アタッカーズ）
- 窓際社員で出世も見込めないのに性欲だけ異常に強い俺が職場の地味メガネ経理をお持ち帰りしたら… 目つきが豹変! ドスケベ本性晒しエグい性欲で強制的に精子搾られ続けた…。 白峰ミウ（8月19日、PREMIUM）

### アダルトVR
- 白峰ミウをボクだけ独占! キスしまくりおっぱい舐めまくりち○ぽいじられ放題! 46時中セックス中毒なボクらのイチャハメ神同棲（6月24日、アイデアポケット）
- 神の舌技テク 舐めしゃぶり痴女VR 怒涛の4連射 白峰ミウ（9月21日、アイデアポケット）
- 「彼、寝ちゃったしいいじゃん」 宅飲みで酔った勢いで親友の彼女に迫られ… 理性を失くしヤリまくりVR 白峰ミウ（12月6日、アイデアポケット）

- 憧れの先輩が東京に染まり超絶ヤリマンになって帰ってきた。何回射精しても許してもらえずそのまま朝までハメまくり! 空前のラッキーシチュエーション!! 朝までタダマン確定!! 白峰ミウ（2月4日、アイデアポケット）

### イメージDVD
- Squall 白峰ミウ（2020年11月27日、スパイスビジュアル）

### 写真集
- Muse（2021年10月20日、ジーオーティー、撮影：富田恭透）[28] ISBN 978-4-8236-0222-1
- オトナノカンケイ 白峰ミウ写真集（2023年11月15日、双葉社、撮影：富田恭透）ISBN 978-4-575-31835-7

### ポーズ集
- プレミアムヌードポーズブック 白峰ミウ（2022年2月18日、ジーオーティー、撮影：田村浩章） ISBN 978-4-8236-0268-9

### デジタル写真集
- FLASHデジタル写真集R 白峰ミウ マッチングアプリから即ホテル（2021年8月12日、光文社、撮影：Kendrick Watanabe）
- We are IdeaPocket! Special Photo Book（2021年11月11日、FANZA BEAUTY COLLECTION）- アイデアポケット専属女優による撮り下ろしデジタル写真集。
- 白峰ミウ1st写真集『Muse』増ページ【デジタル特装版】（2023年4月28日、ジーオーティー、撮影：富田恭透）- 紙書籍版を再編集の上、未公開カットを追加したデジタル限定版。

## 製品

### トレーディングカード
- ジューシーハニー コレクションカード PLUS ＃12 相沢みなみ 加美杏奈 白峰ミウ 波多野結衣（2021年10月30日、株式会社ミント）

### アダルトグッズ
オナホール
- AVミニ名器 白峰ミウ（2023年8月5日、日暮里ギフト）

ローション
- 白峰ミウのAV名器汁ローション 80m（2023年8月5日、日暮里ギフト）

## 出演

### 映画
- かわいいオリカ（2022年12月6日、オーピー映画、監督：小関裕次郎）-オリカ役[29][30]
  - 巨乳令嬢 何度もイカされたい（2023年3月24日、オーピー映画）※上記作品のR18編集版[31]。

### 舞台
- 炎男～ファイヤーガイズ～公演 vol.10 『オサエロ』（2021年7月21日-26日、両国・エアースタジオ）※体調不良者が出たことによりPCR陰性確認が取れるまでの24日、25日は中止。
- 十二人の怒れる人々22（2021年1月8日-16日、両国・エアースタジオ）-2号役[32]
- 火の風にのって（2022年3月24日-28日、両国・エアースタジオ）-沼倉瑠奈役

### 雑誌
- 月刊FANZA 2021年3月号（ジーオーティー）- インタビュー『HATSUMONO!』
- 実話BUNKAタブー 2021年9月号（コアマガジン）- 袋とじ『最高ランクのイイ女 白峰ミウ羞恥ヘアヌード』
- 月刊FANZA 2021年12月号（ジーオーティー）- インタビュー『こんなにエロくなりました。』
- 月刊FANZA 2022年3月号（ジーオーティー）- グラビア